# Kostojevići
Kostojevići (en serbe cyrillique : Костојевићи) est un village de Serbie situé dans la municipalité de Bajina Bašta, district de Zlatibor. Au recensement de 2011, il comptait 413 habitants.

## Démographie
| 1948 | 1953 | 1961 | 1971 | 1981 | 1991 | 2002 | 2011 |
| ---- | ---- | ---- | ---- | ---- | ---- | ---- | ---- |
| 867  | 839  | 913  | 752  | 616  | 526  | 495  | 413  |

|  |